# Baseketball
Pour plus de détails, voir Fiche technique et Distribution.
Baseketball est un film américain réalisé par David Zucker, sorti en 1998. Il met en vedette les deux créateurs de la série d'animation South Park.

## Synopsis
Joe Cooper et Doug Remer sont deux copains de longue date sans emploi et habitant ensemble. Au cours d'une fête, les amis inventent un sport qui est un mélange de basket-ball et de baseball. Quelques années plus tard, ce sport deviendra un des plus populaires en Amérique du Nord et les deux amis seront les têtes d'affiches des Beers de Milwaukee.

## Fiche technique
- Titre : Baseketball
- Réalisation : David Zucker
- Scénario : David Zucker, Robert LoCash, Lewis Friedman & Jeff Wright
- Musique : Ira Newborn
- Photographie : Steve Mason
- Montage : Jeffrey Reiner
- Production : David Zucker, Robert LoCash & Gil Netter
- Société de production : Zucker Brothers Productions
- Société de distribution : Universal Pictures
- Pays de production :  États-Unis
- Langue originale : anglais
- Format : couleur - 1,85:1 - 35 mm - DTS - Dolby Digital - SDDS
- Genre : comédie
- Durée : 99 minutes
- Dates de sortie :
  - États-Unis, Canada : 31 juillet 1998

## Distribution
- Trey Parker (VF : Chris Bénard) : Joe « Coop » Cooper
- Matt Stone (VF : Jérôme Rebbot) : Doug Remer
- Dian Bachar (VF : Alexandre Gillet) : Kenny « Cafard » Scolari
- Yasmine Bleeth (VF : Vanina Pradier) : Jenna Reed
- Jenny McCarthy : Yvette Denslow
- Ernest Borgnine (VF : Benoît Allemane) : Ted Denslow
- Robert Vaughn (VF : Jean-Claude Balard) : Baxter Cain
- Trevor Einhorn : Joey Thomas
- Justin Chapman (VF : Hervé Grull) : Joe « Coop » Cooper jeune
- Matt Murray : Doug Remer jeune
- Mark Goodson (VF : Antoine Tomé) : Dirk Jansen
- Peter Navy Tuiasosopo : Ed Tuttle
- Greg Grunberg (VF : Sylvain Lemarié) : Wilke
- Cory Oliver (VF : Marjorie Frantz) : Brittany Kaiser
- Keith Gibbs (VF : Patrick Mancini) : Davis
- Jayme Gallante (VF : Guillaume Orsat) : Redmond
- Francis X. McCarthy : Dr Kaiser
- Blair Besten : Stephanie
- Stephen McHattie (VF : Jean Barney) : le narrateur
- Courtney Ford : la jeune femme qui inscrit le score au tableau (non créditée)
- Raphael Sbarge : le porte-parole du Minnesota (non crédité)

Caméos
- Bob Costas (VF : Jérôme Keen)
- Al Michaels (VF : Joël Martineau)
- Robert Stack (VF : Jacques Deschamps)
- Reggie Jackson
- Dan Patrick (VF : Jean-Pierre Michaël)
- Kenny Mayne (VF : Guy Chapellier)
- Tim McCarver
- Pat O'Brien
- Jim Lampley
- Dale Earnhardt
- Kareem Abdul-Jabbar
- Victoria Silvstedt

## Commentaires
- L'ancien joueur de baseball, Reggie Jackson, l'ancien joueur de basket-ball, Kareem Abdul-Jabbar et l'ancien pilote de Nascar, Dale Earnhardt font une apparition dans le film.
- Victoria Silvstedt, qui a fait quelques photos pour le magazine pour adulte Playboy, fait aussi une apparition dans le film.
- Le groupe de musique Reel Big Fish font une prestation dans le film lors des matchs locaux des Beers de Milwaukee.
- L'imitation du gros adversaire par Trey Parker est un clin d'œil à Eric Cartman de South Park, justement doublé en anglais par Trey Parker.
- Dans un épisode de South Park intitulé La Passion du Juif (saison 8, épisode 3), Stan fait référence a Baseketball, précisant que Kenny et lui se sont fait rembourser, jetant le désaveu sur ce film.